# Модель фильтрации отношений Стива Дака
"Модель фильтрации отношений" Стива Дака - теория о построении взаимоотношений между людьми.

## История
Стив Дак родился в 1946 году в Киншеме, Великобритания. Он читал лекции по социальной психологии в университете Глазго. Также, преподавал психологию в университете Ланкастера, в настоящее время, он профессор в университете Айовы.

## Введение
В соответствии с моделью отношений С. Дака при знакомстве люди принимают во внимание индивидуальные характеристики (свойства) людей, с которыми знакомятся. Это относится к так называемым “фильтрам”, которые помогают выстраивать взаимоотношения с людьми. При этом уделяется внимание внешности, вербальному или невербальному общению, а также внутренним качествам человека, с которым происходит знакомство. Только с теми людьми, чьи характеристики прошли через "фильтры" завязываются и развиваются взаимоотношения.
Модель фильтрации отношений Стива Дака утверждает, что выбор людей проходит через разные этапы, решая при этом кто из них станет более близким человеком. С некоторыми людьми отношения не завязываются на начальных этапах, тогда как другие проходят через все “фильтры”, и, впоследствии, становятся самыми близкими нам людьми.

## Основные этапы "фильтрации"

### Первый этап
Первый фильтр основан на “Sociological/Incidental Cues” (Социологические/случайные события). Контакты играют большую роль в определении того, формируем ли мы отношения с людьми. Факторы, с которыми мы сталкиваемся в повседневной жизни имеют решающее значение.
Первый фильтр должен скорее быть предпосылкой для формирования отношений, больше чем “фильтр” как таковой. Во-первых, общение начинается только тогда, когда обе стороны находятся в непосредственном контакте, и, в основном через коммуникацию (вербальную или невербальную), где “фильтрация” имеет место. Несмотря на это, у нас есть выбор того, где мы хотим находиться, чтобы увеличить или уменьшить связь между незнакомыми нам людьми. Следовательно, это рассматривается, как часть процесса “фильтрации”.
Пример: Стейси и Том ходят в один и же спортзал и видятся каждый день. Уильям ходит в тот же спортзал, но в другое время. Уильям - умный и симпатичный парень, и Стейси, возможно, ему бы понравилась, но у них до сих пор не было возможности встретиться.

### Второй этап
Вторым фильтром является “Preinteraction Cues” (пред-интерактивные сигналы). На данном этапе важны невербальные сигналы, с акцентом на внешний вид, аксессуары, и одежду. Те, кто считает, что красивая внешность и возраст в современном обществе не имеют значения, будут сильно разочарованы. Все мы люди, и, естественно, привлекаем людей, которые внешне привлекательны. Люди, которые нас не привлекают и не проходят данный этап “фильтрации”, остаются знакомыми. Красота и стиль – являются важными сигналами для того, чтобы определить, будем ли мы строит более тесные отношения с людьми, которые нас окружают. Проведенные исследования по данному вопросу, показали, что люди, принадлежащие к разным культурам, имеют общий, фиксированный набор представлений о “красоте”.
Пример: Марк и Сьюзен ходят в одну школу, но в разные классы. Они видятся каждый день, но не имеют возможности пообщаться. Марк считает ее привлекательной и очень хотел бы с ней поговорить. Для этого, он расспросил своих друзей о Сьюзен, и они сказали ему, что она добрый человек, красивая девушка и стильно одевается. Друзья также рассказали Марку о подругах Сьюзен, у которых плохая репутация, это помогло ему избежать её подруг и сразу познакомиться со Сьюзен.

### Третий этап
Третий этап “фильтрации” включает в себя “Interaction Cues” (интерактивные сигналы). На данном этапе важен не только вербальный контакт с человеком, но и содержание разговора. Вербальные сигналы играют важную роль в принятии решения о переходе межличностных отношений на заключительный этап. Некоторые люди порой сталкиваются с такой проблемой, они легко проходят первые два этапа, на проваливаются на данном. Общение может быть случайным, порой даже болезненным или просто несуществующим. Зачастую, общение, имеет большое значение, так как именно после него становится ясно, что представляет этот человек.

### Четвертый этап
Наконец, люди “фильтруют” друг друга в соответствии с четвертым этапом – “Cognitive Cues” (когнитивные сигналы). Люди ищут тех, кто разделяет их взгляды и убеждения и те же ценности. На психологическом уровне, здесь создается самая сильная связь, и те люди, которые проходят этот этап, могут иметь близкие отношения и стать лучшими друзьями. Лишь немногие могут пройти данный этап. А те, у кого получается его преодолеть становятся очень близкими друзьями, теми, с кем можно поделиться самым сокровенным.
Пример: Мей всегда любила ходить в музеи и художественные галереи. Но она никогда не рассказывала об этом своему бойфренду Стэну. Он всегда приглашал ее на свидания в кино и тематические парки. Однажды она рассказала ему, как она обожает ходить в музеи и художественные галереи, и к ее удивлению, Стэн тоже любил историю и искусство. Они разделяли многие общие взгляды и ценности, и это вывело их отношения на совершенно другой уровень.
Важно отметить, что не следует допускать, чтобы первые этапы мешали знакомству с людьми. Некоторые могли по ошибке пропустить многие отношения, которые вполне могли бы быть долгосрочными, из-за чрезмерной строгости в процессе выстраивания отношений. Также, это не означает, что те, кто был отсеян на ранних этапах, навсегда останется знакомым или же незнакомым. Люди не “механические существа” и тоже могут ошибаться, поэтому, используя метод “фильтрации” нужно избегать прямолинейных суждений.